# Иван Чолаков
Иван Енчев Чолаков е български революционер, деен участник в борбата за освобождението на Добруджа.

## Биография
Роден е на 18 октомври 1899 г. в с. Калипетрово в семейство на източноправославни българи. Женен е за Донка (р. 1899). Има 4 деца: Йордан (р. 1921), Хриска (р. 1924), Иван (р. 1926), Янка (р. 1932).
Завършва 1-ви клас на калипетровската прогимназия. През 1920 г., притеснен от тормоза на румънците, емигрира в България.
В Русе се свързва със съселяните си Слави Алексиев и Цони Чанков, от които научава за Добруджанската организация и става неин член. След това влиза в редовете на ВДРО в четата на Стефан Боздуганов. С бойната група въоръжен преминава границата повече от 30 пъти при изпълнение на задачи. Участва в сражения с въоръжени румънски банди и жандармерия като: алфатарското, сарсанларското, малкокайнарджанското, староселското и др. Взима участие в акцията на 17 септември 1932 г. с добре въоръжена и екипирана чета срещу арумънина Щерю Маджару и срещу други преселници.
Редовен участник в ежегодните добруджански конгреси и е бил охрана на ръководителите на ВДРО.
Предложен е за заслуги към Родината за награда с народна пенсия през 1943 г.